# Lower Hutt
Lower Hutt (en maorí, Awakairangi) es una ciudad neozelandesa situada en la Región de Wellington en la Isla Norte de Nueva Zelanda. 
Situada a las orillas del río Hutt al noroeste de Wellington, incluye otras localidades de la costa de Wellington. Esta localidad ha sufrido fuertes inundaciones. 

## Historia
Antes de la llegada de los europeos, el valle era un bosque denso de marismas cerca de la desembocadura del río donde habitaban los maoríes donde se situaba un pa.
La New Zealand Company envió allí el barco Tory en 1839; William Wakefield negoció con los jefes de los iwi locales y un navío de colonos llamado 'Aurora' desembarcó el 22 de enero de 1840 fundando Britannia más tarde tomó el nombre del fundador y director de la New Zealand Company, Sir William Hutt.
Tras su colonización, una inundación obligó a algunos a desalojar el establecimiento, en 1846 hubo conflictos armados entre colonos y maoríes y en 1855 un fuerte terremoto destruyó varias marismas. 
Gracias a la llegada del ferrocarril de la línea de Wellington, la región ha llegado a un rápido crecimiento económico. 

## Economía
Presenta una gran industria ligera. Ciertos parajes cercanos a la ciudad se han empleado recientemente para ubicar escenas exteriores de la trilogía de El Señor de los Anillos, dirigida por Peter Jackson.

## Geografía
Lower Hutt está situada exactamente a 19.869 km de Madrid y a 19.414 km de Barcelona. Es la ciudad más alejada del globo de ellas, convirtiéndose en las antipodas de estas dos ciudades.
La ciudad se centra en el valle más bajo (del sur) del río Hutt, al noreste de Wellington. El valle se ensancha a medida que el río se acerca a su boca, por lo que el área urbana central de la ciudad forma un triángulo con su lado más largo a lo largo de la costa. En los tramos superiores de la ciudad las colinas occidentales y orientales de Hutt se acercan, culminando en la garganta de Taitā en el extremo norteño inferior de Hutt, separando la ciudad del alto superior de Hutt.
Lower Hutt incluye el grupo de pequeños asentamientos que se extienden por la costa oriental del puerto de Wellington. Estos incluyen los dos grandes municipios de Wainuiomata (interior) y Eastbourne (en la costa). La ciudad también incluye una gran área de tierras escasamente pobladas al este del puerto, que se extiende a Pencarrow Head y en los Montes Rimutaka.
Los límites inferiores de Hutt incluyen las islas en el puerto de Wellington, el más grande de los cuales, isla de Matiu/Somes, se refiere comúnmente por su nombre anterior de la isla de Somes.

### Clima
Lower Hutt tiene un Clima oceánico (según la clasificación climática de Köppen Cfb) con veranos relativamente cálidos e inviernos suaves con la tormenta ocasional.
| Parámetros climáticos promedio de Lower Hutt | Parámetros climáticos promedio de Lower Hutt | Parámetros climáticos promedio de Lower Hutt | Parámetros climáticos promedio de Lower Hutt | Parámetros climáticos promedio de Lower Hutt | Parámetros climáticos promedio de Lower Hutt | Parámetros climáticos promedio de Lower Hutt | Parámetros climáticos promedio de Lower Hutt | Parámetros climáticos promedio de Lower Hutt | Parámetros climáticos promedio de Lower Hutt | Parámetros climáticos promedio de Lower Hutt | Parámetros climáticos promedio de Lower Hutt | Parámetros climáticos promedio de Lower Hutt | Parámetros climáticos promedio de Lower Hutt |
| Mes                                          | Ene.                                         | Feb.                                         | Mar.                                         | Abr.                                         | May.                                         | Jun.                                         | Jul.                                         | Ago.                                         | Sep.                                         | Oct.                                         | Nov.                                         | Dic.                                         | Anual                                        |
| -------------------------------------------- | -------------------------------------------- | -------------------------------------------- | -------------------------------------------- | -------------------------------------------- | -------------------------------------------- | -------------------------------------------- | -------------------------------------------- | -------------------------------------------- | -------------------------------------------- | -------------------------------------------- | -------------------------------------------- | -------------------------------------------- | -------------------------------------------- |
| Temp. máx. abs. (°C)                         | 28.8                                         | 30.9                                         | 28.6                                         | 26.5                                         | 23.0                                         | 19.6                                         | 18.2                                         | 20.1                                         | 24.3                                         | 23.6                                         | 27.5                                         | 29.6                                         | 30.9                                         |
| Temp. máx. media (°C)                        | 22.5                                         | 22.6                                         | 20.9                                         | 18.4                                         | 15.9                                         | 13.4                                         | 12.8                                         | 13.8                                         | 15.7                                         | 16.9                                         | 18.7                                         | 20.7                                         | 17.7                                         |
| Temp. media (°C)                             | 18.2                                         | 18.3                                         | 16.6                                         | 14.1                                         | 12.1                                         | 9.9                                          | 9.0                                          | 9.9                                          | 11.6                                         | 13.0                                         | 14.5                                         | 16.7                                         | 13.7                                         |
| Temp. mín. media (°C)                        | 14.0                                         | 14.0                                         | 12.2                                         | 9.8                                          | 8.3                                          | 6.3                                          | 5.2                                          | 6.0                                          | 7.6                                          | 9.1                                          | 10.4                                         | 12.8                                         | 9.6                                          |
| Temp. mín. abs. (°C)                         | 5.2                                          | 5.0                                          | 4.6                                          | 2.5                                          | -1.0                                         | -1.9                                         | -3.3                                         | -1.1                                         | -2.2                                         | 0.8                                          | 2.1                                          | 5.0                                          | -3.3                                         |
| Precipitación total (mm)                     | 84                                           | 81                                           | 87                                           | 88                                           | 117                                          | 154                                          | 144                                          | 136                                          | 109                                          | 145                                          | 99                                           | 94                                           | 1338                                         |
| Fuente: Paradise.net                         |                                              |                                              |                                              |                                              |                                              |                                              |                                              |                                              |                                              |                                              |                                              |                                              |                                              |

## Fauna y flora
Destacan las formaciones de Ulex y la fauna local como el kereru o el tui.

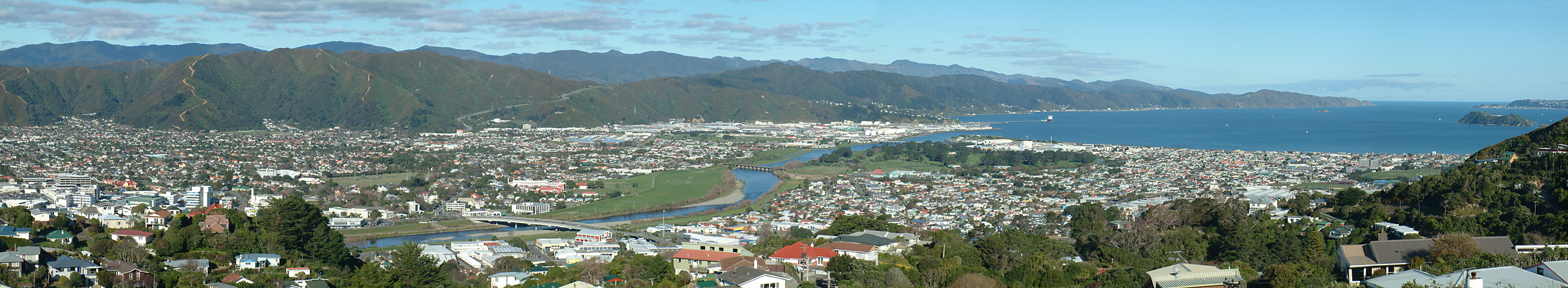
Lower Hutt

## Ciudades hermanadas
Lower Hutt están hermanadas con las siguientes ciudades:
- Laredo, Texas, Estados Unidos
- Minoh City, Osaka, Japón
- Taizhou, Jiangsu, China
- Tempe, Arizona, Estados Unidos[3]
- Xi'an, Shaanxi, China